# Boljanići (Kotor-Varoš)
Boljanići (szerbül: Бољанићи), falu Bosznia-Hercegovinában, a Bosanska Krajina keleti részén, Kotor-Varoš községben, a Szerb Köztársaságban. 

## Fekvése
A település Bosznia-Hercegovina északi részén, Banja Lukától légvonalban 18, közúton 28 km-re délkeletre, községközpontjától légvonalban 6, közúton 13 km-re nyugatra, a Kotlovac és a Rijeka-folyók völgyében és a környező hegyeken, 500-650 méteres magasságban fekszik. Fő településrészei Donji és Gornji Boljanići.

## Népessége
| Nemzetiségi csoport | Népesség 1991 | Népesség 2013 |
| ------------------- | ------------- | ------------- |
| Szerb               | 266           | 113           |
| Bosnyák             | 0             | 0             |
| Horvát              | 0             | 0             |
| Jugoszláv           | 0             | 0             |
| Egyéb               | 0             | 0             |
| Összesen            | 266           | 113           |

## Története
A térség 1878-ig tartozott az Oszmán Birodalomhoz, ekkor a berlini kongresszus határozata alapján az Osztrák-Magyar Monarchia része lett. 1879-ben az első osztrák-magyar népszámlálás során a Banja Luka-i járáshoz tartozó településnek 17 háztartása és 166 ortodox lakosa volt. 1910-ben a Kotor Varoš-i járáshoz tartozó településen 18 háztartást és 195 ortodox lakost találtak. A monarchia szétesésével 1918-ban előbb a Szerb-Horvát-Szlovén Királyság, majd 1929-től a Jugoszláv Királyság része lett. 1921-ben 188 lakosának mindegyike ortodox volt. Az 1929-es törvény értelmében, amikor Bosznia-Hercegovinát négy banovinára, Drinskára, Vrbaskára, Zetskára és Primorskára osztották, a település a Vrbaska banovina része lett, amelynek székhelye Banja Luka volt. Jugoszlávia megszállása után a Független Horvát Állam (NDH) része lett. A második világháború után 1992-ig a szocialista Jugoszlávia részeként a Bosznia-Hercegovinai Népköztársasághoz tartozott. A daytoni békeszerződést követő területfelosztásnál Kotor-Varoš község részeként a Szerb Köztársaság területéhez került.